# Franck Laloë
Franck Laloë (* 1940) ist ein französischer Physiker.
Franck Laloë studierte ab 1960 bis 1962 an der École polytechnique in Paris. Die zweiteilige Promotion erfolgte 1967 (Thèse de 3e cycle) und 1970 (Doctorat d’Etat). Er forschte für das CNRS am Labor Kastler-Broussel der École normale supérieure (Paris).
Laloë ist Initiator des offenen Archivs für wissenschaftliche Arbeiten HAL, das 2001 beim  Centre pour la communication scientifique directe (CCSD) des CNRS entstand. Er befasst sich mit digitalem Archivieren auf optischen Medien (CD und DVD) und ist Präsident einer entsprechenden Forschungsgruppe (GIS-DON).
Er befasste sich insbesondere mit optischem Pumpen, Akustik (u. a. Chaos), supraflüssigem Helium 3, Grundlagen der Quantenmechanik und ultrakalten Quantengasen (Bose-Einstein-Kondensate) und ist mit Bernard Diu und Claude Cohen-Tannoudji Ko-Autor eines verbreiteten Quantenmechanik-Lehrbuchs, das zuerst 1973 in Französisch bei Herman erschien (englische Übersetzung Wiley 1977).
1988 erhielt er den Prix de l’État der Académie des Sciences, den Prix Aimé Cotton (1970) der französischen physikalischen Gesellschaft und 2000 den Prix des trois physiciens.

## Schriften
- mit J. Freed: Spin polarized gases, Scientific American, April 1988
- mit Bernard Diu, Claude Cohen-Tannoudji: Quantenmechanik, 3 Bände, De Gruyter 2019, 2020
- Comprenons-nous vraiment la mécanique quantique ?, EDP Sciences, 2011